# (12978) Ivashov
(12978) Ivashov est un astéroïde de la ceinture principale. Il est nommé en l'honneur de l'acteur russe Vladimir Ivachov.

## Description
(12978) Ivashov est un astéroïde de la ceinture principale. Il fut découvert le 26 septembre 1978 à Naoutchnyï par Lioudmila Jouravliova. Il présente une orbite caractérisée par un demi-grand axe de 2,23 UA, une excentricité de 0,20 et une inclinaison de 3,7° par rapport à l'écliptique.

## Compléments